# Ben McDonald
Benjamin "Ben" McDonald (Torrance, California, 20 de julio de 1962) es un exjugador de baloncesto estadounidense. Con 2,03 metros de estatura, jugaba en la posición de pívot. Después de retirarse ejercería de entrenador asistente de diversos equipos en ligas inferiores norteamericanas.

## Equipos como jugador
- 1980-1984 Universidad de California, Irvine
- 1984-1985 CB Collado Villalba
- 1985-1986 CB Peñas Huesca
- 1985-1986 Cleveland Cavaliers
- 1986-1988 Golden State Warriors
- 1988-1989 Hapoel Holon
- 1988-1989 Golden State Warriors
- 1989-1990 Real Madrid
- 1990-1991 San Jose Jammers
- 1991-1992 Albany Patroons
- 1991-1992 Oklahoma City Cavalry
- 1992-1994 Gießen 46ers
- 1994  Oporto